# Detroit Red Wings
A Detroit Red Wings amerikai profi jégkorongcsapat.

## Története
A csapatot 1926-ban alapították Detroit Cougars néven, miután a Victoria Cougars csapat a brit-columbiai Victoriából Detroitba költözött. Eleinte Ontarioban játszották az otthoni meccseiket. Sajnos ekkor még messze voltak a bajnoki címtől, sőt a liga legrosszabb mutatóját felmutatva (12-28-4) fejezték be a szezont. 1927-28-ban érkezett a segítség, mégpedig Jack Adams személyében - akiről a legjobb edzőnek járó trófeát nevezték el - és a csapat átköltözött a detroiti Olimpiai Stadionba.
Adams nagy változásokat hozott a csapat életében, először a nevet változtatta meg Detroit Falconsra, majd radikális változtatásokat vezetett be. Ebben az időszakban vette meg a csapatot id. James Norris milliomos és iparmágnás. Kettejük gyümölcsöző kapcsolata tette lehetővé, hogy végre komolyan vegyék őket. E két ember találta ki a mai napig ismert logót és nevet, a Detroit Red Wings-t
Már abban az időben is voltak jó játékosaik, pl.: Ebbie Goodfellow, Larry Aurie, Herbie Lewis, Hec Kilrea és John Sorrell. Nekik köszönhetően kétszer is megnyerték a Kupát, ráadásul ismételtek, ami nagyon ritka eset
Az 1940-es években többször voltak finalisták, de csak kétszer sikerült a trófeát hazavinni, 1941-ben a Boston Bruins 1942-ben pedig a Toronto Maple Leafs. Ebben az évtizedben mutatkozott be több, később meghatározó játékossá váló fiatal, köztük volt Ted Lindsay (1944–45), Gordie Howe (1946–47), Red Kelly (1947–48) és a kapus Terry Sawchuk (1949–50), ráadásul visszatért a csapathoz Sid Abel és Jack Stewart akik a Kanadai Királyi Légierőnél szolgáltak (Royal Canadian Air Force) 1943-44 és 1944-45-ben. Ez a neves társaság nemcsak a Red Wings történetében, hanem az NHL történelmében kiemelt helyet foglal el.
1950-ben Ted Lindsay, Gordie Howe és Sid Abel "rémisztgette" a többi csapatot, becenevük a "Production Line". Red Kelly egyike volt az NHL legjobb védőinek és Jack Stewart a kék vonalnál alkotott maradandót. Ennek az évtizednek az elején csatlakozott a csapathoz Terry Sawchuk, a legendás 1-es számú kapus, és nem sokkal később az örök Tízes, Alex Delvecchio.
A 60-as évek igencsak szegényesek voltak a csapat számára, mindössze háromszor jutottak be a döntőbe, pedig ekkortájt a legendás Sid Abel irányította a csapatot. De volt egy jubiláló, az Olimpiában, 1963. november 10-én, mikor Gordie Howe túllépte Maurice "Rocket" Richard rekordját a legtöbb NHL-ben lőtt góllal, pontosabban az 545-ödikkel Richard volt csapata a Montréal Canadiens és kapusuk Charlie Hodge ellen.
1970-ben folytatódik a vesszőfutás, két komolyabb történés van, az első Mickey Redmond lett az első Red Wing-es aki eléri 50 gólos határt az 1972-73-as szezonban (és a következő szezonban is), a másik, hogy a csapat átköltözik a Joe Louis Arénába, 1979 decemberében és vendégül látja az 1980-as NHL All-Star Gálát januárban. A gála az 50 éves Gordie Howe miatt emlékezetes aki az utolsó szezonját tölti a Hartford Whalers-szel miután a elment 1973-74-ben a World Hockey Association-be - a Red Wings-től az 1970-71 szezonban búcsúzott. És kevesen tudják, de minden idők legnagyobb jégkorongozójának, Wayne Gretzky-nek ez volt az első All-Star meccse
Az 1980-as évtized a változás tíz éve volt. Először a Norris család eladja a csapatot Mike és Marian Ilitch-nek 1982-ben, akik a Little Caesars Pizza étterem tulajdonosai. A csapatépítés az első szempont. Új edző van, Jacques Demers, aki a St. Louis Blues-tól érkezik. Azonnal megteszi Steve Yzerman-t kapitánynak, aki akkor még csak 21 éves volt. A csapat tele fiatal tehetségekkel, mint Gerard Gallant, Petr Klima, Bob Probert, Shawn Burr, Adam Oates, Joe Kocur és Steve Chiasson és veteránokkal mint, Dave Barr, Lee Norwood, Tim Higgins, Gilbert Delorme, Harold Snepsts.
Az 1988-89-es szezonban, Yzerman beállítja a klubcsúcsot gólban, asszisztban és pontban, 65 góllal, 90 assziszttal és 155 ponttal - ez a legtöbb pont az NHL történetében egy játékostól, akit épp nem Lemieux-nek vagy Gretzkynek hívnak. Yzerman és csatártársai, Gallant és Paul MacLean összesen 319 pontot gyűjtenek, soha Red Wings-es sor nem hozott ennyit össze eddig, de hiába a csillogó játék, az első körben kiesnek a döntőben.
Még az 1989-90-es szezonban vége egy korszaknak. Demers-szel nem sikerült bejutni a rájátszásba - menesztették is - helyette jött Bryan Murray, aki a Washington Capitals edzője volt. A csalódást okozó 89-90-es szezon volt az utolsó, amikor nem jutottak be a playoff-ba. Egy új éra kezdődik Detroitban, olyan fiatal játékosokkal, mint Szergej Fjodorov, Chris Osgood, Vlagyimir Konsztantyinov, Vjacseszlav Kozlov, Darren McCarty, Niklas Lidstrom, Keith Primeau és Martin Lapointe, és az idősebb generáció, mint Dino Ciccarelli, Paul Coffey és Ray Sheppard segítségével. 1992-93-ban Murray-t kirúgják, mint edzőt és a helyére a már akkor legendás Scotty Bowman-t szerződtetik, később - miután kiestek a playoff-ból - Murray-t menesztik, mint általános menedzsert és Jim Devellano ül a székébe. 1993-94-ben Fjodorov második a ligában a kanadai táblázaton 120 ponttal (56 gól és 64 passz) és megkapja a Hart Trófeát, mint az NHL MVP (Legértékesebb Játékosa) és a Frank J. Selke Trófeát, mint a liga legjobban védekező csatárja.

## Klubrekordok
Pályafutási rekordok (csak a Red Wings-zel)
- Legtöbb mérkőzés: 1687, Gordie Howe
- Legtöbb gól: 786, Gordie Howe
- Legtöbb emberelőnyben lőtt gól: 211, Gordie Howe
- Legtöbb emberelőnyben lőtt gól (hátvéd): 121, Nicklas Lidström
- Legtöbb emberhátrányban lőtt gól: 50, Steve Yzerman
- Legtöbb gólpassz: 1043, Steve Yzerman
- Legtöbb pont: 1809, Gordie Howe
- Legtöbb kiállításperc: 2090, Bob Probert
- Legtöbb egymás után játszott mérkőzés: 548, Alex Delvecchio

Szezonrekordok
- Legtöbb gól: 65, Steve Yzerman (1988–1989)
- Legtöbb gól (hátvéd): 27, Reed Larson (1980–1981)
- Legtöbb emberelőnyben lőtt gól: 21, Mickey Redmond (1973–1974) és Dino Ciccarelli (1992–1993)
- Legtöbb gólpassz: 90, Steve Yzerman (1988–1989)
- Legtöbb gólpassz (hátvéd): 64, Nicklas Lidström (2005–2006)
- Legtöbb pont: 155, Steve Yzerman (1988–1989)
- Legtöbb pont (hátvéd): 80, Nicklas Lidström (2005–2006)
- Legtöbb pont (újonc): 87, Steve Yzerman (1983–1984)
- Legtöbb kiállításperc: 398, Bob Probert (1987–1988)

Kapusrekordok - pályafutás
- Legtöbb mérkőzés: 734, Terry Sawchuk
- Legtöbb shutout: 85, Terry Sawchuk
- Legtöbb győzelem: 352, Terry Sawchuk

Kapusrekordok - szezon
- Legtöbb mérkőzés: 72, Tim Cheveldae (1991–1992)
- Legtöbb shutout: 12, Glenn Hall és Terry Sawchuk (összesen 4 alkalommal)
- Legtöbb győzelem: 44, Terry Sawchuk (1950–1951 és 1951–1952)

## Visszavonultatott mezszámok
- 1 Terry Sawchuk (1994. március 6.)
- 4 Red Kelly (2019. február 1.)[1]
- 5 Nicklas Lidström (2014. március 6.)[2]
- 7 Ted Lindsay (1991. november 10.)
- 9 Gordie Howe (1972. marcius 12.)
- 10 Alex Delvecchio (1991. november 10.)
- 12 Sid Abel (1995. április 29.)
- 19 Steve Yzerman (2007 január 2.)
- 91 Szergej Fjodorov (2026. január 12.)[3]